# Уродливая дидакна
Уродливая дидакна (лат. Didacna longipes) — вид солоноватоводных двустворчатых моллюсков семейства сердцевидок (Cardiidae). Раковина овальная, длиной до 25 мм, высотой до 23 мм. Эндемик Каспийского моря. Распространён в Южном и Среднем Каспии, а также на юге Северного Каспия. Обитает на глубинах от 0 до 30 м.

## Описание
Раковина овальная, почти равносторонняя, относительно толстостенная, умеренно выпуклая. Длина раковины до 25 мм, высота до 23 мм, выпуклость до 16 мм. Макушка слабо выступающая, расположена почти по центру. Поверхность раковины покрыта 26—33 уплощёнными радиальными рёбрами, которые иногда выделены лишь цветом. Килевой перегиб сглаженный или хорошо выражен. Мускульные отпечатки глубокие. Окраска кремовая. Внутренняя поверхность белая.

### Отличия от других видов
Раковины многих форм дидакны Бэра (Didacna baeri) менее равносторонние, чем у данного вида, а также несколько менее толстостенные и имеют менее острый килевой перегиб и менее широкую макушку.
Молодые особи данного вида в отличие от дидакны Барбот де Марни (Didacna barbotdemarnii) имеют более толстостенные раковины с более частой ребристостью, более выраженными линиями роста, более узкой макушкой, менее острым килевым перегибом, более широко закруглённым переднем краем, слабее оттянутым задним краем и меньшей угловатостью на границе заднего и спинного краёв.

## Распространие и экология
Эндемик Каспийского моря. Распространён в Южном и Среднем Каспии, а также на юге Северного Каспия на глубинах от 0 до 30 м. Встречается на участках с солёностью не менее 10 ‰. Часто обитает совместно с Didacna barbotdemarnii.
Природоохранный статус вида не установлен.

## Таксономия
Впервые вид был описан русским зоологом Оскаром Андреевичем Гриммом в 1877 году под названием Cardium longipes. В 1967 году Б. М. Логвиненко и Я. И. Старобогатов в качестве лектотипа обозначили экземпляр, найденный Гриммом в Каспийском море на глубине 13 м (40°39' с. ш. 50°26' в. д.) и хранящийся в Зоологическом институте Российской Академии наук.
Л. А. Невесская (2007) считала, что Didacna longipes невозможно определить по существующим описаниям и описала новый вид — Didacna carinata. По описанию D. carinata очень сходен с D. barbotdemarnii, отличаясь более высокой макушкой, более острым килевым перегибом в области макушки, более выпуклыми створками и менее развитыми кардинальными зубами. Согласно П. В. Кияшко (2013), D. longipes является самостоятельным видом, в то время как признаки D. carinata характерны как для D. longipes, так и для D. barbotdemarnii. Таксономический статус D. carinata неясен и название указывается в качестве возможного синонима D. longipes или D. barbotdemarnii.